# HK Chinnik Babrouïsk
Le HK Chinnik Babrouïsk - en russe : ХК "Шинник-Бобруйск - est un club de hockey sur glace de Babrouïsk en Biélorussie.

## Historique
Le club est créé en 2008. Il évolue dans l'Ekstraliga jusqu'en 2011 .

## Palmarès
- Aucun trophée.